# اپیتیزید
اپیتیزید (به انگلیسی: Epitizide) با فرمول شیمیایی C۱۰H۱۱ClF۳N۳O۴S۳ یک ترکیب شیمیایی با شناسه پاب‌کم ۱۵۶۷۱ است. که جرم مولی آن ۴۲۵٫۸۵۵۲۵ می‌باشد. 